# Фердинанд и Миранда играют в шахматы
Фердинанд и Миранда играют в шахматы (англ. Ferdinand and Miranda Playing Chess) — картина британской художницы-прерафаэлита и литератора Люси Мэдокс Браун (англ. Lucy Madox Brown, 1843—1894) на сюжет из V Aкта пьесы Вильяма Шекспира «Бури».

## История и судьба картины

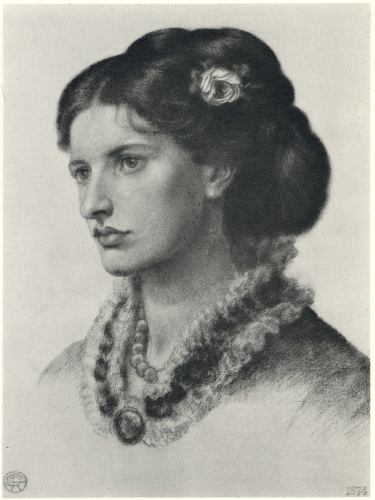
Данте Габриэль Россетти. Люси Мэдокс Браун

Картина создана в 1871 году и является по сути семейным портретом Браунов. Выполнена масляными красками по холсту. Размер полотна — 68 x 61 сантиметров. Картина находится в частном собрании британского коллекционера.
Сохранился карандашный набросок к картине. Он изображает только Миранду и Фердинанда, сидящими за столом; шахматная доска, Просперо и Алонзо отсутствуют. На обороте надпись — «By Lucy/the Ferdinand and Miranda», сделанная мужем художницы (до выставления на аукцион рисунок хранился в коллекции потомков художницы).

## Сюжет картины
Действие происходит на заколдованном острове, где Миранда и её отец Просперо находятся уже на протяжении двенадцати лет. Так описывается эта сцена в пьесе:
«Открывается вход в пещеру; там Фердинанд и Миранда играют в шахматы.

Миранда

Мой нежный друг, не хочешь ли меня

Поймать в ловушку?

Фердинанд

Ни за что на свете,

Любимая, хитрить с тобой не мог бы.

Миранда  

За сотню царств наверно бы схитрил,

Но честной всё ж сочла бы я игру.

Алонзо

Коль это — лишь волшебное виденье,

Утрачу я единственного сына 

Сегодня дважды».
Сцена размещена в пещере на берегу моря (вдали виднеется корабль, полускрытый натянутой шторой). На переднем плане изображены играющие в шахматы. дочь волшебника Просперо, живущего на острове, Миранда и Фердинанд, сын короля Неаполя Алонзо, причастного к изгнанию Просперо с родины и потерпевшего кораблекрушение во время плавания. Миранда держит в левой руке шахматную фигуру, одновременно жеманно выставляет вперёд правую. Фердинанд смущён: левую свою руку он просовывает между плотно сжатых ног, а его правая, в которой он держит белую фигуру, снятую с доски, он положил на колени. Здесь же другие атрибуты их мудрости и красоты — книги, сова, сидящая на ручке кресла рядом с девушкой, и цветы. В верхнем правом углу видны Просперо, указывающий скорбящему королю Неаполя на Фердинанда, и Алонзо, потрясённый тем, что он видит своего сына живым.

## Прототипы персонажей картины
- Сводный брат художницы Оливер Мэдокс Браун послужил натурщиком для Фердинанда[7]. Оливер Мэдокс Браун (англ. Oliver Madox Brown, сын второй жены отца Эммы Хилл, 1855—1874, известный в семье как «Нолли») был даровитым художником, писателем и поэтом, но умер от заражения крови в юности. В 1871 году его собственная картина на сюжет шекспировской «Бури» «Просперо и маленькая Миранда, плывущие по морю» была представлена на международной выставке в Южном Кенсингтоне. Смерть Нолли была сокрушительным ударом для отца, он превратил комнату сына в его мемориал. Современник описывает Оливера[8]:

«Он имел временами довольно усталый вид, но его серые глаза были живыми и придавали ему обаяние в обществе тех, кого он любил. Он был добродушен и искренен, проницателен, его чувства отличались глубиной и силой».— John Westland Marston. Brown, Oliver Madox.
- Сводная сестра Люси Мэдокс Браун — художница Кэтрин Мэдокс Браун (англ. Catherine Madox Brown Hueffer, 1850—1927) позировала для Миранды[7]. После смерти своей первой жены (матери Люси Мэдокс Браун) отец Люси Мэдокс Браун Форд Мэдокс Браун в 1848 году сошелся с Эммой Матильдой Хилл, дочерью херфордширского фермера, которая была его моделью. Два года спустя родила ему дочь Кэтрин. Брак был зарегистрирован только в 1853 году. Свидетелями на свадьбе были Данте Габриэль Россетти и Томас Седдон. Её муж — Фрэнсис Хюффер (нем. Franz Hüffer) — британский музыковед и музыкальный критик германского происхождения. Брак между ними был заключён в 1872 году, через год после создания этой картины.
- Будущий муж Люси Мэдокс Браун — Уильям Майкл Россетти (англ. William Michael Rossetti, 1829—1919, брак будет заключён только через три года — в 1874 году, во время совместной поездки на континент[9]), искусствовед, писатель и художник, брат знаменитого художника и поэта Данте Габриэля Россетти) позировал для Просперо[7]. Художница была хорошо знакома с ним ещё с детства, он был на четырнадцать лет старше, чем она, но их объединяла общая любовь к искусству, радикальные общественные взгляды, антиклерикализм[9].
- Отец художницы Форд Мэдокс Браун (англ. Ford Madox Brown, 1821—1893) послужил моделью для короля Неаполя Алонзо[7]. Отношения художницы с ним были весьма сложными, до двенадцати лет она практически с ним не общалась и постоянно проживала в семье родственников матери[9]. Отец долгое время не верил в художественные способности дочери. Не удивительно, что именно он оказался изображённым в роли отрицательного персонажа.

## Галерея

Семья Браунов
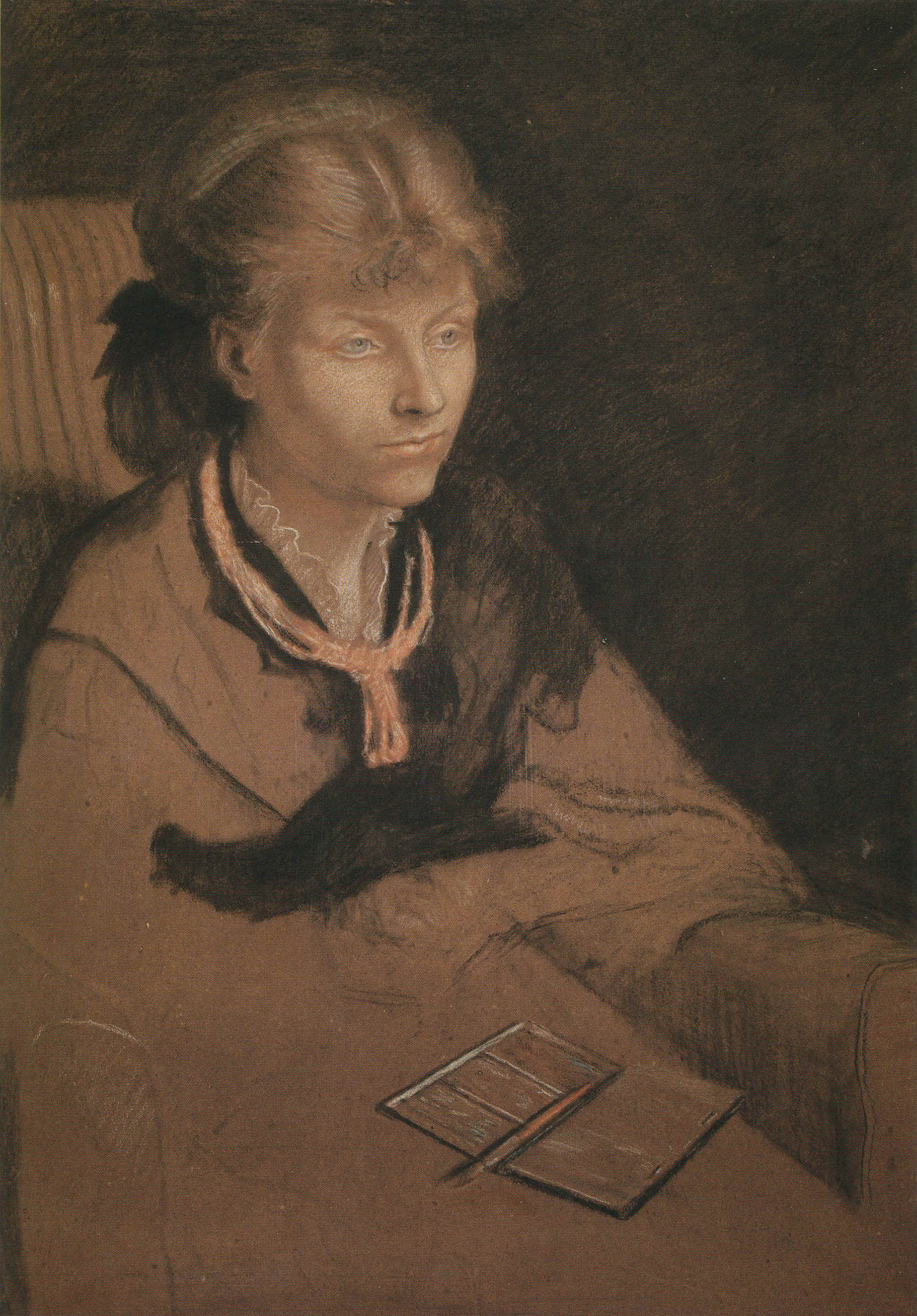
Форд Мэдокс Браун. Портрет Кэтрин Мэдокс Браун
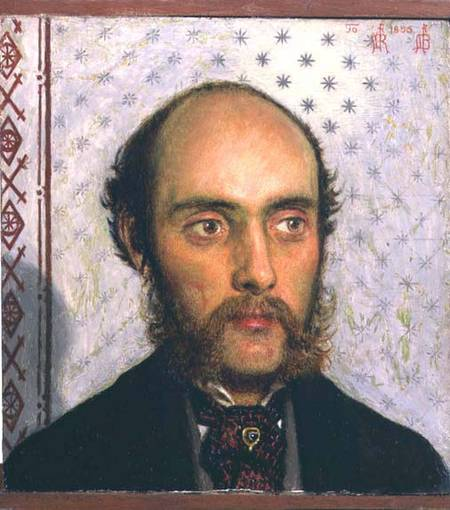
Форд Мэдокс Браун. Портрет Уильяма Майкла Россетти, 1856
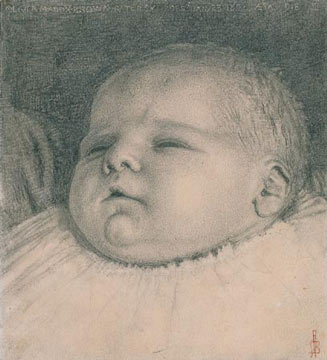
Форд Мэдокс Браун. Портрет Оливера Мэдокса Брауна в младенчестве, 1855
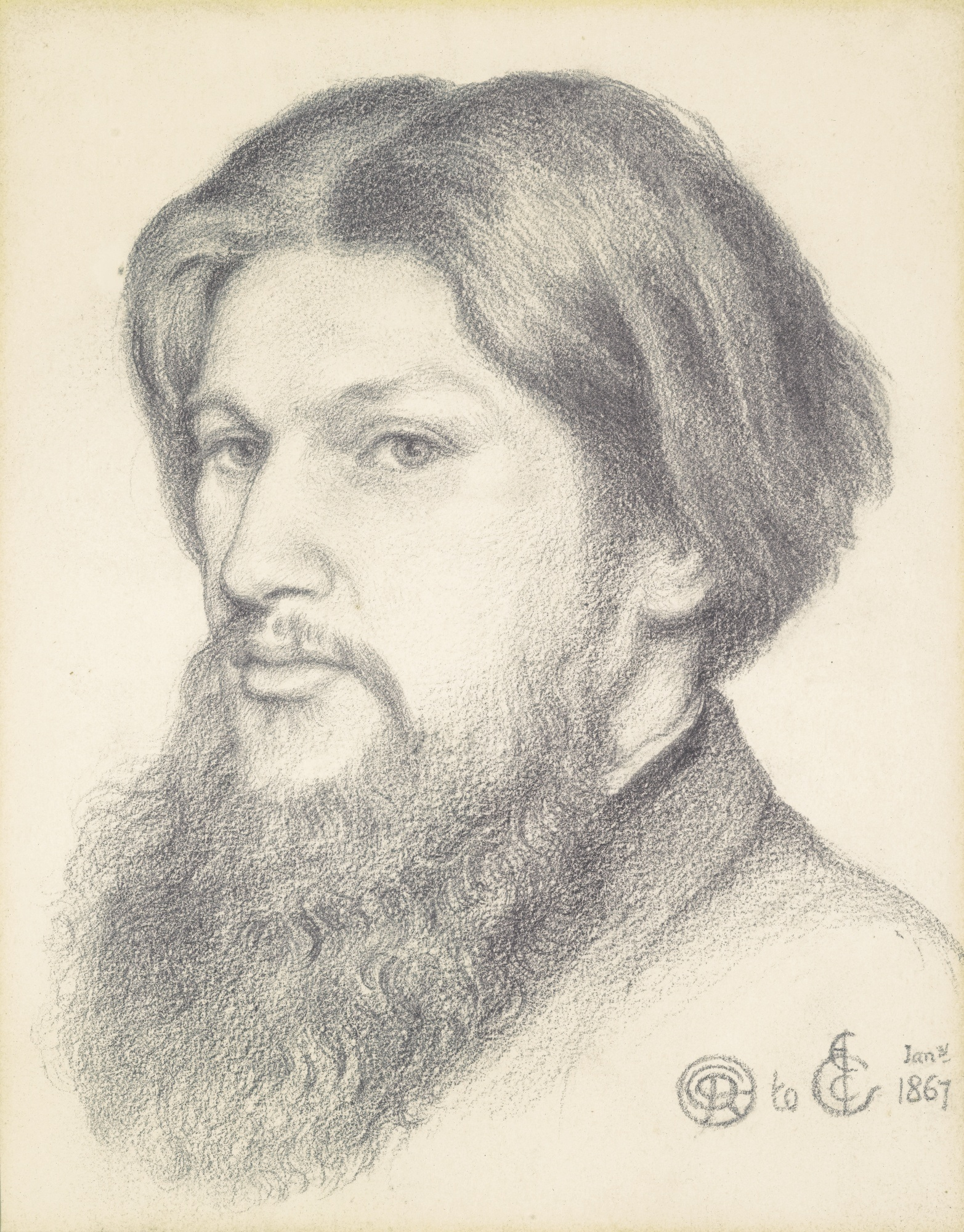
Данте Габриэль Россетти. Портрет Форда Мэдокса Брауна, 1867